# Bruno Marini
Bruno Marini (Verona, 18 maggio 1958) è un musicista italiano, polistrumentista. Conosciuto principalmente come sax baritono e organo Hammond.

## Carriera
Ha lavorato sia nel campo del jazz sia in quello della musica classica.

### Jazz
Ha registrato oltre 100 LP e CD di genere jazz e blues. Ha suonato, tra gli altri, con Jack McDuff, Shirley Scott, Steve Lacy, Gary Bartz, Benny Golson, Sal Nistico, Paul Jeffrey, Nat Adderley, Kenny Burrell, Mal Waldron, Donald Garrett, Bobby Durham, Albert "Tootie" Heath, Jimmy Carl Black.

### Musica Classica
È stato solista di Luciano Berio.

## Discografia Selezionata
Oltre 100 dischi, tra i quali:
Jack McDuff "Jackpot" (Red Records), Steve Lacy & Keptorchestra "Sweet Sixteen" (Caligola), Joe Lovano & Keptorchestra "Miss Etna" (Caligola Records), Gerry Hemingway & Anthony Braxton "2nd Line Ratoon" (Bimhuis), Bobby Durham "Blues for me" (General Records), Bobby Durham "Domani's blues" (Azzurra), Bobby Durham "Live at Ghedi Jazz Festival" (Musex/Vibrarecords), Bobby Durham "Roots Of Acid Jazz" (Racing Jazz), John Tchicai + Ice9 "No Trespassing" (Azzurra), Jimmy Carl Black "Freedom Jazz Dance" (Azzurra), Han Bennink/Daniele D'Agaro/Bruno Marini "The Tempest" (Arte Suono), Luca Flores/Bruno Marini "Riddles" (Splash), Bruno Marini "Love me or leave me" (LMJ), Bruno Marini "West of the Blues" (LMJ), Bruno Marini "Hammond Blood" (Iklos/Azzurra), Bruno Marini "Bop n'out" (Splash), Bruno Marini "70 steps to 60's" (Azzurra)...